# Doppelganggrab von Kattrup

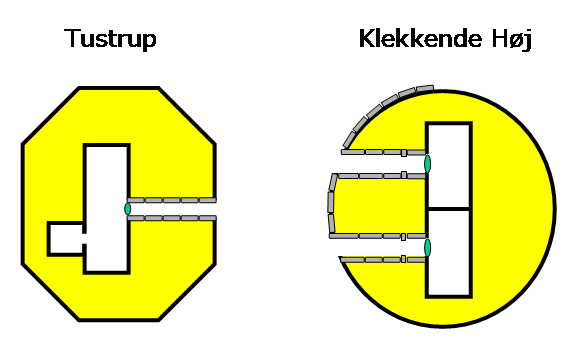
Schema Doppelganggrab - rechts

Das Doppelganggrab von Kattrup ist nordost-südwestlich orientiert und liegt in einem Hügel bei Buerup östlich des Tissø auf der dänischen Insel Seeland. Das Großsteingrab stammt aus der Jungsteinzeit etwa 3500–2800 v. Chr. und ist eine Megalithanlage der Trichterbecherkultur (TBK). Das Doppelganggrab hat zwei gemeinsame Trennsteine.
Die nordöstliche Kammer ist trapezoid. Sie ist 4,7 m lang, 2,6 bis 1,7 m breit und 1,3 m hoch und besteht aus 12 einwärts geneigten Tragsteinen. Der Boden hat eine Pflasterung. Der Gang ist 3,7 m lang, 0,6 m breit und 1,3 bis 0,8 m hoch. Er besteht aus acht seitlichen Tragsteinen und einem Schwellenstein.
Die südwestliche Kammer ist trapezoid. Sie ist 5,6 m lang, 2,5 bis 2,0 m breit und 1,3 m hoch und besteht aus 10 Tragsteinen. Der Boden hat eine Pflasterung. Der Gang ist 7,0 m lang, 0,7 bis 0,8 m breit. Er besteht aus 12 seitlichen Tragsteinen und einem Schwellenstein.
Funde der Nordostkammer: 47 Abschläge, 37 Bernsteinperlen, 16 Pfeilspitzen, sieben Messer, fünf Feuersteinäxte unterschiedlichen Typs, vier Meißel und Feuerstein. Fragmente von 29 Tongefäßen.
Funde der Südwestkammer: 63 Abschläge, 52 Pfeilspitzen, 30 Bernsteinperlen, 24 Messer, 12 Feuersteinäxte unterschiedlichen Typs, 11 Kieselsteine. vier Meißel sowie Bohrer und Schaber aus Feuerstein. Fragmente von 40 Tongefäßen.